# Sveriges demokratiminister
Sveriges demokratiminister är ett statsråd i Sveriges regering som har ansvar för demokratifrågor. Posten har sorterats under olika departement, mellan 1998 och 2006 på Justitiedepartementet (som biträdande justitieminister) och mellan 2010 och 2014 på Statsrådsberedningen. 
Vissa ministärer har inte haft en speciellt utsedd demokratiminister, utan frågorna har sorteras under andra ministerportföljer, isåfall listas det ansvariga statsrådet. I Regeringen Kristersson arbetar fyra statsråd med frågor som kopplas till demokrati och mänskliga rättigheter. Dessa är jämställdhets- och arbetslivminister Paulina Brandberg, Liberalerna (2022-2025), därefter Nina Larsson, Liberalerna (2025-), kulturminister Parisa Liljestrand, Moderaterna (2022-), justitieminister Gunnar Strömmer, Moderaterna (2022-) och utrikesminister Tobias Billström, Moderaterna (2022-2024), därefter Maria Malmer Stenergard, Moderaterna (2024-),

## Lista överSverigesdemokratiministrar
| Nr |  | Demokratiminister                  | Tillträdde       | Avgick           | Varaktighet        | Parti | Parti              | Regering             |
| -- |  | ---------------------------------- | ---------------- | ---------------- | ------------------ | ----- | ------------------ | -------------------- |
| 1  |  | Britta Lejon (född 1964)           | 7 oktober 1998   | 15 oktober 2002  | 4 år och 8 dagar   |       | Socialdemokraterna | Persson              |
| 2  |  | Mona Sahlin (född 1957)            | 21 oktober 2002  | 21 oktober 2004  | 2 år och 0 dagar   |       | Socialdemokraterna | Persson              |
| 3  |  | Jens Orback (född 1957)            | 21 oktober 2004  | 6 oktober 2006   | 2 år och 294 dagar |       | Socialdemokraterna | Persson              |
| 4  |  | Nyamko Sabuni (född 1969)          | 6 oktober 2006   | 5 oktober 2010   | 3 år och 364 dagar |       | Folkpartiet        | Reinfeldt            |
| 5  |  | Birgitta Ohlsson (född 1975)       | 5 oktober 2010   | 3 oktober 2014   | 3 år och 363 dagar |       | Folkpartiet        | Reinfeldt            |
| 6  |  | Alice Bah Kuhnke (född 1971)       | 3 oktober 2014   | 21 januari 2019  | 4 år och 110 dagar |       | Miljöpartiet       | Löfven I             |
| 7  |  | Amanda Lind (född 1980)            | 21 januari 2019  | 30 november 2021 | 2 år och 313 dagar |       | Miljöpartiet       | Löfven II Löfven III |
| 8  |  | Jeanette Gustafsdotter (född 1965) | 30 november 2021 | 18 oktober 2022  | 0 år och 322 dagar |       | Socialdemokraterna | Andersson            |